# 등심 (돼지고기)

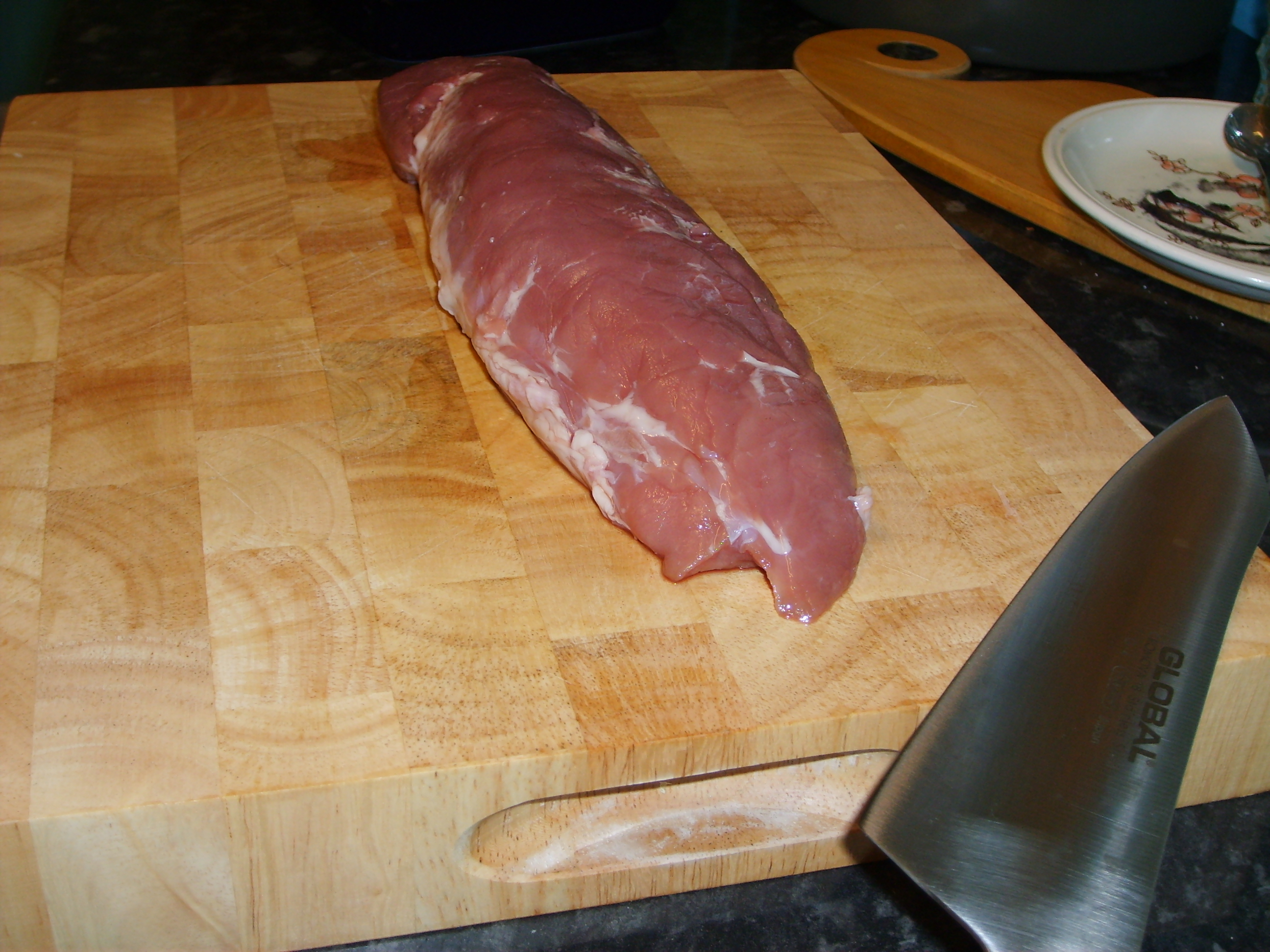

돼지고기 등심(-心, 영어: loin)은 돼지의 등쪽 부분의 고기이다. 돼지도체의 제6흉추 사이에 있는 배최장근이다. 배최장근 하단부 3 cm 폭으로 삼겹살 부위와 평행하게 절단하고 지방 두께를 7mm이하로 하여 정형한다.

## 같이 보기
- 등심 베이컨

## 참고자료
- 축산용어사전편집위원 (1998년 12월). 《축산용어사전》. 농림부, 한국축산학회.